# Góry pierścieniowe
Góry pierścieniowe – grupa stromych wzniesień o dużej wysokości względnej, sąsiadujących ze sobą, tworzących okrąg, owal lub elipsę. Góry pierścieniowe otaczają krater uderzeniowy na powierzchni ciała niebieskiego – planety, planetoidy lub księżyca.